# Between the Ink and the Paper
Between The Ink And The Paper är We the Kings första EP. Den kom ut år 2006.  På EP:n fanns följande låtar:
1. You Know You've Got It
2. I Gave Birth To The Twentieth Century
3. Headlines Read Out...
4. A Life, A Love, A Lie
5. It's Beautiful After The End
6. It Would Take Something Like This For Us To Forget